# Autoadjoint
En mathématiques, un élément x d'une algèbre involutive A est dit autoadjoint si x* = x ; plus généralement, une partie de A est dite autoadjointe si elle est stable par l'involution * (comme la partie {y, y*}, pour tout élément y de A).
Sur la C*-algèbre des opérateurs bornés sur un espace de Hilbert H, l'involution est l'application qui à tout opérateur borné associe son adjoint, et les éléments autoadjoints sont appelés les opérateurs autoadjoints.
Si H est de dimension finie, un endomorphisme linéaire de H est autoadjoint si et seulement si sa matrice dans une base orthonormée fixée est autoadjointe, ou hermitienne, c'est-à-dire égale à sa matrice adjointe (il en est alors de même pour sa matrice dans toute autre base orthonormée).
Dans une catégorie à involution, un endomorphisme f est dit autoadjoint si f † = f.